# Talsperre Mšeno

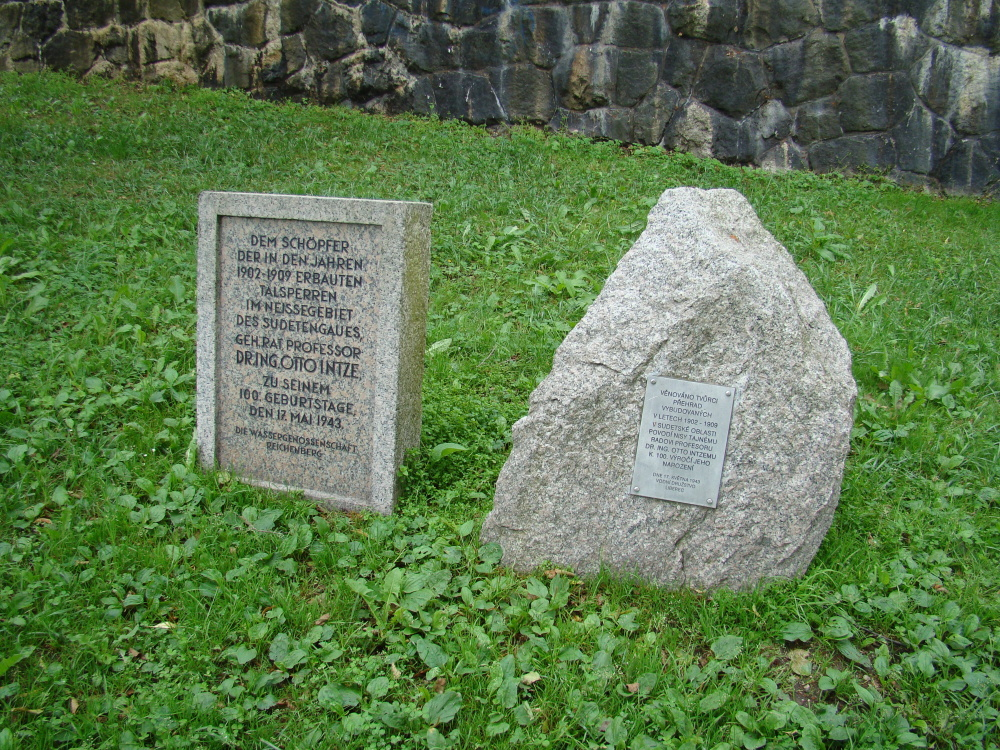
Eine Gedenktafel zum 100. Geburtstag von Otto Intze

Die Talsperre Mseno (Talsperre Grünwald) ist eine typische Intze-Staumauer im Isergebirge in Böhmen (Tschechien), zur Bauzeit zu Österreich gehörig. Die Talsperre liegt in Mšeno nad Nisou, einem Stadtteil von Jablonec nad Nisou.

## Zweck
Die Talsperre dient dem Schutz vor Hochwasser, der Niedrigwasseraufhöhung und der Brauchwasserversorgung. Das gestaute Gewässer ist das Grünwalder Wasser im Quellgebiet der Lausitzer Neiße.

## Die Staumauer
Die Gewichtsstaumauer wurde von März 1906 bis 1909 unter der Oberbauleitung von Oberingenieur E. v. Scheure nach Plänen von Otto Intze nach dem Intze-Prinzip gebaut. Die örtliche Bauleitung hatte der Ingenieur Hermann Schmidt.
Die Mauer ist aus Hornblendegranit-Bruchsteinen gemauert. Als Mörtel wurde Zementtrass verwendet.

## Weitere Talsperren
Zum Schutz vor Hochwasser wurden zu dieser Zeit insgesamt sechs Talsperren im Flussgebiet der Görlitzer Neiße (Lausitzer Neiße) geplant. Auslöser waren die Hochwasser des Jahres 1897 in großen Teilen Böhmens, Sachsens, Preußens und den Alpenländern. Zu diesem Zweck war im Jahr 1900 die "Wassergenossenschaft zur Regulierung der Wasserläufe und Erbauung von Talsperren im Flussgebiete der Görlitzer Neiße" gegründet worden. – Die anderen fünf sind:
- Harzdorf (Harcov) (Stauinhalt 0,63 Mio. m³)
- Friedrichswald/Schwarze Neiße (Talsperre Bedrichov) (Stauinhalt 2,0 Mio. m³)
- Görsbach/Gierschbach (Stauinhalt 0,5 Mio. m³) (war 1906 noch in Planung)
- Voigtsbach (Fojtka) (Stauinhalt 0,25 Mio. m³)
- Mühlscheibe/Scheidebach (Mlynice) (Stauinhalt 0,25 Mio. m³)

Die Talsperre Görsbach wurde wahrscheinlich nicht gebaut. In Listen tschechischer Talsperren ist heute keine passende Staumauer zu finden.